# ロバート・ウィッシュネフスキー
ロバート・ジェームズ・ウィッシュネフスキー（Robert James Wishnevski, 1967年1月2日 - ）は、アメリカ合衆国インディアナ州ポーター郡ヴァルパレーゾ出身の元プロ野球選手（投手）。

## 来歴・人物
1987年のMLBドラフト3巡目でトロント・ブルージェイズに指名され契約。メジャーに昇格することなく1991年シーズン途中でミルウォーキー・ブルワーズに移籍するが、ここでもメジャー昇格はならなかった。アメリカ球界での登録名はプロ入り当初はボブ・ウィッシュネフスキー（Bob Wishnevski）、のちロブ・ウィッシュネフスキー（Rob Wishnevski）。
1996年に中華職業棒球聯盟（CPBL）の兄弟エレファンツに入団。勞勃R.Wの登録名で抑えで活躍。防御率1.67で最優秀防御率、34セーブポイントで最多セーブ投手のタイトルを手にする。同年はCPBL記録となる球速157km/hをマークしている。
1997年に日本プロ野球（NPB）の西武ライオンズに入団するものの、結果を残せず1シーズンで退団。西武での登録名はロバートであったが、同年の干支が丑だった為、登録名を「ウッシー」「ウッシッシ」「ウシオ」のいずれかにする案があり、仮に登録名を｢ウィッシュネフスキー｣にしていたら、日本プロ野球で一番長い登録名となっていた。
1998年からは再び台湾へ渡り、台湾職業棒球大聯盟（TML）の年代勇士に入団。
同年途中にトレードで台北声宝太陽に移籍し、1999年途中まで在籍。
1999年途中に台北太陽から解雇され、高屏雷公に移籍した。シーズン終了後に退団。
2000年はメキシカンリーグのメキシコシティ・レッドデビルズでプレーし、同年限りで現役引退。

## 詳細情報

### 年度別投手成績
| 年 度     | 球 団     | 登 板 | 先 発 | 完 投 | 完 封 | 無 四 球 | 勝 利 | 敗 戦 | セ 丨 ブ | ホ 丨 ル ド | 勝 率 | 打 者 | 投 球 回 | 被 安 打 | 被 本 塁 打 | 与 四 球 | 敬 遠 | 与 死 球 | 奪 三 振 | 暴 投 | ボ 丨 ク | 失 点 | 自 責 点 | 防 御 率 | W H I P |
| --------- | --------- | ----- | ----- | ----- | ----- | -------- | ----- | ----- | -------- | ----------- | ----- | ----- | -------- | -------- | ----------- | -------- | ----- | -------- | -------- | ----- | -------- | ----- | -------- | -------- | ------- |
| 1996      | 兄弟      | 56    | 0     | 0     | 0     | 0        | 8     | 2     | 26       | 0           | .800  | 487   | 118.1    | 101      | 0           | 37       | 5     | 5        | 118      | 12    | 0        | 27    | 22       | 1.67     | 1.17    |
| 1997      | 西武      | 34    | 1     | 0     | 0     | 0        | 3     | 2     | 6        | --          | .600  | 229   | 53.1     | 56       | 4           | 18       | 0     | 1        | 37       | 2     | 0        | 28    | 25       | 4.22     | 1.39    |
| CPBL：1年 | CPBL：1年 | 56    | 0     | 0     | 0     | 0        | 8     | 2     | 26       | 0           | .800  | 487   | 118.1    | 101      | 0           | 37       | 5     | 5        | 118      | 12    | 0        | 27    | 22       | 1.67     | 1.17    |
| NPB：1年  | NPB：1年  | 34    | 1     | 0     | 0     | 0        | 3     | 2     | 6        | --          | .600  | 229   | 53.1     | 56       | 4           | 18       | 0     | 1        | 37       | 2     | 0        | 28    | 25       | 4.22     | 1.39    |

- 各年度の太字はリーグ最高

### タイトル
CPBL
- 最優秀防御率：1回 （1996年）
- 最多セーブ投手：1回 （1996年）

### 記録
NPB
- 初登板：1997年4月9日、対オリックス・ブルーウェーブ2回戦（西武ライオンズ球場）、9回表に5番手で救援登板・完了、1回無失点
- 初セーブ：1997年4月11日、対千葉ロッテマリーンズ1回戦（千葉マリンスタジアム）、9回裏に5番手で救援登板・完了、1回無失点
- 初奪三振：同上、9回裏に堀幸一から
- 初勝利：1997年5月25日、対日本ハムファイターズ12回戦（東京ドーム）、8回裏1死に5番手で救援登板・完了、1回2/3を3失点
- 初先発：1997年8月21日、対千葉ロッテマリーンズ21回戦（西武ライオンズ球場）、3回3失点

### 背番号
- 52 （1996年、1998年 - 1999年）
- 55 （1997年）